# Nicolás Navarro Castro
Nicolás Navarro Castro (Ciudad de México) es un exfutbolista mexicano, que jugó en la posición de portero más 500 partidos en Primera División y 400 de ellas con el Club Necaxa y fue internacional con la Selección Mexicana de Fútbol.

## Trayectoria

### Inicios
Debutó en el lejano año de 1983, un 12 de noviembre en un partido en el que los rayos de Necaxa cayeron de visita contra Oaxtepec por un marcador de dos goles a cero, comenzando así su legado como guardameta.

### Consolidación
No fue sino hasta 1985, tras la salida de Adrián Chávez del club necaxista, que ‘Nico’ Navarro se adueñó de la titularidad rojiblanca para no soltarla durante muchos años, siendo pieza fundamental en la obtención de dos títulos con el club, en la temporada 1994-95 y 1995-96 que queda con el club durante su ascenso a la cima del fútbol mexicano a mediados de la década de 1990.
Fue factor clave en la final de la temporada 94-95 en el Estadio Azteca; en el primer partido salva un autogol del “Picas” Becerril, quien “rebana” el balón y obliga a Navarro a esforzarse al máximo para evitar la caída de su marco arriesgando el físico al impactarse con el poste, resultando ese partido a la postre con empate a un gol, y posteriormente en el partido de vuelta, con un atajadón a mano cambiada a una vaselina, le robó un gol cantado a Carlos Hermosillo, que pudo significar el empate en el marcador, en esos momentos en los cuales la máquina cementera buscaba afanosamente el empate, manteniendo así la ventaja, que a la postre se incrementaría con un gol del Chileno Ivo Basay, obteniendo de esta forma, el primer campeonato de liga en la era profesional del club.

### Cruz Azul
Para el torneo de invierno 97, Navarro deja las filas necaxistas para enrolarse con el Cruz Azul, militando por un año, siendo campeón en su primera temporada con la máquina cementera, participando en pocos encuentros, pues su rol se definió como segundo portero, perdiendo el puesto titular con Óscar “El conejo” Pérez.

### Pachuca y retiro
Después de haber militado en el Cruz Azul, cambió de aires, siendo su nuevo hogar la bella airosa, enrolándose con el Pachuca, equipo con el cual disputó 23 partidos a lo largo de dos torneos cortos, siendo su primer torneo el más productivo en cuanto a actuaciones, con 16 partidos, mientras que para el segundo torneo solo disputó un total de 7 encuentros.
Todo parecía indicar que sería el fin de la carrera deportiva de ‘Nico’ Navarro, pues anunciaba su retiro después de su participación con los tuzos, dejando de participar en el fútbol profesional por casi dos años.

### Regreso y retiro definitivo
El Necaxa tocó su puerta y regresó al club de sus amores para el torneo de invierno de 2001, siendo nuevamente portero titular del club en la mayoría de los encuentros hasta la temporada clausura 2003, pues en el apertura del mismo año no tuvo ningún minuto de actividad, anunciando su retiro definitivo al término de ese torneo a la edad de 39 años.

## Estadísticas

### Clubes
| I.D. Necaxa · México |               |               |     |    |     |     |
| 1.ª | 1983-84       | 1             | -   | -  | 1   |     |
| 1.ª | 1984-85       | 19            | -   | -  | 19  |     |
| 1.ª | 1985-86       | 15            | -   | -  | 15  |     |
| 1.ª | 1986-87       | 39            | -   | -  | 39  |     |
| 1.ª | 1987-88       | 38            | 2   | -  | 40  |     |
| 1.ª | 1988-89       | 37            | 6   | -  | 43  |     |
| 1.ª | 1989-90       | 37            | 5   | -  | 42  |     |
| 1.ª | 1990-91       | 38            | 6   | -  | 44  |     |
| 1.ª | 1991-92       | 40            | 4   | -  | 44  |     |
| 1.ª | 1992-93       | 25            | -   | -  | 25  |     |
| 1.ª | 1993-94       | 40            | -   | -  | 40  |     |
| 1.ª | 1994-95       | 40            | 3   | 2  | 45  |     |
| 1.ª | 1995-96       | 36            | 1   | 5  | 42  |     |
| 1.ª | 1996-97       | 35            | 5   | -  | 40  |     |
| 1.ª | 2001-02       | 25            | -   | 2  | 27  |     |
| 1.ª | 2002-03       | 24            | -   | 2  | 26  |     |
| 1.ª | 2003          | 0             | -   | -  | 0   |     |
| Total club | Total club    | 489           | 32  | 11 | 532 |     |
| Cruz Azul F.C. · México |               |               |     |    |     |     |
| 1.ª | 1997-98       | 10            | -   | 1  | 11  |     |
| Total club | Total club    | 10            | -   | 1  | 11  |     |
| C.F. Pachuca · México |               |               |     |    |     |     |
| 1.ª | 1998-99       | 23            | -   | -  | 23  |     |
| Total club | Total club    | 23            | -   | -  | 23  |     |
| Total carrera | Total carrera | Total carrera | 522 | 32 | 12  | 566 |
| (1)Incluye datos de la Copa México. (2)Incluye datos de la Copa Campeones CONCACAF (1996, 1998 y 2003), Recopa CONCACAF (1994) y Copa Merconorte (2001) |               |               |     |    |     |     |

## Selección nacional
Disputó la Copa Mundial de Fútbol Juvenil de 1983 , en el que su equipo fue eliminado en la primera ronda, después de haber perdido con Australia , pero perdió ante Escocia y Corea del Sur como portero titular recibió cuatro goles en la competición.
jugó tres partidos con la selección mexicana. fue segundo portero en la Copa América 1993 , en la que México terminó en segundo lugar, pero no hizo su debut internacional hasta una victoria por 5-1 sobre Hungría el 14 de diciembre de 1994. También apareció en la lista de elementos de la primera convocatoria por Bora Milutinovic durante su segunda temporada a cargo del tri. su último partido internacional llegó en una derrota por 4-1 en casa en contra de Yugoslavia en Monterrey el 15 de noviembre de 1995.

### Categorías menores
Sub-20
Participaciones en Copas del Mundo
| Mundial                                | Sede   | Resultado    |
| -------------------------------------- | ------ | ------------ |
| Copa Mundial de Fútbol Juvenil de 1983 | México | Primera fase |

### Absoluta
Participaciones en fases finales
| Competición                    | Categoría | Sede           | Resultado        |
| ------------------------------ | --------- | -------------- | ---------------- |
| Copa América 1993              | Absoluta  | Ecuador        | Subcampeón       |
| Copa FIFA Confederaciones 1995 | Absoluta  | Arabia Saudita | Tercer lugar     |
| Copa América 1995              | Absoluta  | Uruguay        | Cuartos de final |

Partidos internacionales
| # | Fecha                   | Rival          | Sede             | Estadio             | Resultado | Competición |
| - | ----------------------- | -------------- | ---------------- | ------------------- | --------- | ----------- |
| 1 | 14 de diciembre de 1994 | Hungría        | Ciudad de México | Estadio Azteca      | 5-1       | Amistoso    |
| 2 | 11 de octubre de 1995   | Arabia Saudita | Los Ángeles      | Memoriel Coliseum   | 2-1       | Amistoso    |
| 3 | 16 de noviembre de 1995 | Yugoslavia     | Monterrey        | Estadio Tecnológico | 1-4       | Amistoso    |

## Palmarés

### Campeonatos nacionales
| Título               | Club           | País   | Año     |
| -------------------- | -------------- | ------ | ------- |
| Copa México          | I.D. Necaxa    | México | 1994-95 |
| Primera División     | I.D. Necaxa    | México | 1994-95 |
| Campeón de Campeones | I.D. Necaxa    | México | 1994-95 |
| Primera División     | I.D. Necaxa    | México | 1995-96 |
| Primera División     | Cruz Azul F.C. | México | 1997    |

### Copas internacionales
| Título                  | Club           | País           | Año  |
| ----------------------- | -------------- | -------------- | ---- |
| Recopa de la CONCACAF   | I.D. Necaxa    | Estados Unidos | 1994 |
| Copa Campeones CONCACAF | Cruz Azul F.C. | Estados Unidos | 1997 |

## Vida personal
Su primera experiencia como portero fue en un equipo llanero llamado Club Corinthians que fue dirigido por su dueño y entrenador Dr. Gilberto Ruiz Martínez, quien con gran dedicación entrenó a Nicolás como guardameta de su equipo.
Nicolás Navarro se casó con una mujer mexicana de nombre Karina Guerrero Nuñez; ambos tuvieron 2 hijos.